# Cryptotis cavatorculus
Cryptotis cavatorculus és una espècie d'eulipotifle de la família de les musaranyes. És endèmica d'Hondures. Es tracta d'una espècie de Cryptotis de mida mitjana. El seu hàbitat natural són els boscos montans humits. Té el pelatge de color marró. A data de 2015 tan sols se n'havia trobat un exemplar. El seu nom específic, cavatorculus, significa ‘petit excavador’ en llatí.